# Blanket on the Ground
Blanket on the Ground är en sång gjort berömd av countrysångerskan Billie Jo Spears. Den släpptes ursprungligen 1975, och blev hennes första och enda låt att toppa Billboard magazines countrysingellista. På den amerikanska singellistan nådde den plats #78.
Den gjorde även något så ovanligt för en countrylåt som att bli en stor hitlåt i Storbritannien, med topplaceringen #6 i juli 1975.
Hans Sidén skrev en text på svenska som hette "Gammal kärlek rostar aldrig", vilken spelades in av Anna-Lena Löfgren 1979 på albumet Lev som du lär,  1984 av Tonix på albumet Siluetter  och av Juni-71 på albumet Än en gång.
En annan text på svenska, också den skriven av Hans Sidén, heter "Minns du va' vi bruka' göra?", och spelades in 1983 av Streaplers 1983 på albumet Vår gamle vän och av Mats Rådberg på albumet Det är inte lätt att va' ödmjuk samt av Sven-Erik Magnusson på albumet Våga vinn.

## Listplacering
| Lista (1975)                            | Topplacering |
| --------------------------------------- | ------------ |
| Kanada (RPM Country Tracks)             | 2            |
| Storbritannien (Brittiska singellistan) | 6            |
| USA (Hot Country Singles)               | 1            |
| USA (Billboard Hot 100)                 | 78           |

### Fotnoter
1. ↑  Information i Svensk mediedatabas.
2. ↑  Information i Svensk mediedatabas.
3. ↑  Information i Svensk mediedatabas.
4. ↑  Information i Svensk mediedatabas.
5. ↑  Information i Svensk mediedatabas.